# Lipie (powiat radomszczański)
Lipie – kolonia w Polsce położona w województwie łódzkim, w powiecie radomszczańskim, w gminie Radomsko. Miejscowość wchodzi w skład sołectwa Dąbrówka.
W latach 1975–1998 miejscowość administracyjnie należała do województwa piotrkowskiego.
Przez miejscowość przepływa niewielka rzeka Radomka, dopływ Warty.